# Geekahalli, Nanjangud
Geekahalli là một làng thuộc tehsil Nanjangud, huyện Mysore, bang Karnataka, Ấn Độ.